# Polygrammodes klagesi
Polygrammodes klagesi là một loài bướm đêm trong họ Crambidae.